# Крутий поворот (фільм, 2008)
«Крутий поворот» (англ. The Lucky Ones) — американський художній фільм 2008 року, третя режисерська робота Ніла Берґера, з Рейчел Мак-Адамс, Тімом Роббінсом та Майклом Пеньєю у головних ролях.

## Сюжет
Троє солдатів щойно повернулися з гарячих точок. Їхні рейси затримують через негоду і герої вирішують разом вирушити на машині в Лас-Вегас. У кожного своя мета, але з компанією веселіше. Подорож виявиться далеко не такою простою, як їм здавалося. Навіть у рідній країні є небезпеки, і тільки товариський дух і вбита в голови військова дисципліна допоможуть героям подолати шлях до місця призначення.

## Акторський склад
- Рейчел Мак-Адамс — рядова першого класу Колі Данн, США
- Тім Роббінс — старший сержант Фред Чівер, США
- Майкл Пенья — старший сержант Ті-Кей Пул, США
- Моллі Гейґан — Пет Чівер
- Марк Л. Янг — Скотт Чівер
- Спенсер Гарретт — пастор Джеррі Нолан
- Говард Платт — Стен Тілсон
- Арден Мерін — Барбара Тілсон
- Джон Герд — Боб
- Дженніфер Джоан Тейлор — дружина Боба
- Кетрін Ланаса — Дженет
- Скотт Джек — власник гітарного магазина
- Джон Діл — Том Клінгер
- Енні Корлі — Джині Клінгер